# Alngei
Der Schichtvulkan Alngei (russisch Алнгей; auf einigen Karten Ангей/Angei) liegt unmittelbar östlich des Vulkans Tekletunup im nördlichen Teil des Sredinny-Gebirges auf der russischen Halbinsel Kamtschatka. Geologische Studien beschreiben mehrere jüngere Ausbruchs-Zentren entlang eines von Nordost nach Südwest ausgerichteten Grabensystems. Die Höhe des Vulkans beträgt 1853 m. Der letzte Ausbruch des Vulkans ist nicht bekannt.